# Robert Trujillo
 For alternative betydninger, se Trujillo. (Se også artikler, som begynder med Trujillo)
Robert Trujillo (døbt: Roberto Agustín Miguel Santiago Samuel Trujillo Veracruz 23. oktober 1964) erstattede Jason Newsted som bassist i Metallica og er nuværende funktionelle bassist. Robert har tidligere spillet bl.a. med Ozzy Osbourne og Black Label Society.
Robert startede i Metallica i 2003 efter de havde indspillet St. Anger.
Han spiller i modsætning til Metallicas tidligere bassist Jason Newsted med fingrene. Han spiller også primært med single-coil baspickupper.

## Diskografi
- Black Label Society
  - 1919 Eternal – 2002
  - Boozed, Broozed, and Broken-Boned (Live DVD) – 2002
- Jerry Cantrell
  - Degradation Trip – 2002
  - Degradation Trip Volumes 1 & 2 – 2002
- Infectious Grooves
  - The Plague That Makes Your Booty Move...It's the Infectious Grooves – 1991
  - Sarsippius' Ark – 1993
  - Groove Family Cyco – 1994
  - Mas Borracho – 2000
- Suicidal Tendencies
  - Controlled By Hatred/Feel Like Shit...Déjà Vu- 1989 (credited as "Stymee")
  - Lights...Camera...Revolution! – 1990
  - Art Of Rebellion – 1992
  - Still Cyco After All These Years -1993
  - Suicidal For Life – 1994
  - Prime Cuts: The Best of Suicidal Tendencies – 1997
- Glenn Tipton
  - Baptizm of Fire – 1997
- Mass Mental
  - How To Write Love Songs – 1999
  - Live In Tokyo – 2001
- Ozzy Osbourne
  - Down to Earth – 2001
  - Blizzard Of Ozz Reissue – 2002
  - Diary Of A Madman Reissue – 2002
  - Live At Budokan – 2002
- Metallica
  - St. Anger (DVD Live Performance Only) – 2003
  - Death Magnetic – 2008
  - Hardwired... to Self-Destruct - 2016
  - 72 Seasons - 2023